# اتولورکس
اتولورکس (انگلیسی: Etolorex) یک داروی ضداشتها از خانواده آمفتامین هاست که هرگز وارد بازار نشد.